# سفارة أفغانستان في فرنسا
سفارة أفغانستان في فرنسا هي أرفع تمثيل دبلوماسي لدولة أفغانستان لدى فرنسا. تقع السفارة في وهي تهدف لتعزيز المصالح الأفغانية في فرنسا.

## وصلات خارجية
- الموقع الرسمي
- قائمة سفارات أفغانستان
- قائمة السفارات في فرنسا